# Патријарх антиохијски Александар III
Патријарх Александар III Тахан (9. мај 1869, Дамаск — 17. јун 1958, Дамаск) — епископ Антиохијске православне цркве, патријарх антиохијски и свега Истока (31. јануар 1931 — 17. јун 1958).

## Биографија
Студирао је у Дамаску на Патријаршијској школи, где је открио изванредне способности и привукао пажњу патријаршијског архиђакона Атанасија.
Замонашен је 12. маја 1886. године. 1894. године, након што је завршио богословску школу Халки, вратио се у Сирију и шест година предавао у школама митрополије Хаш (Емес).
Од септембра 1897. до априла 1900. студирао је на Кијевској богословској академији.
Патријарх Мелетије II га је 20. априла 1900. године хиротонисао у чин јерођакона.
Године 1900. јерођакон Александар је позван у Дамаск, рукоположен од Патријарха у чин јеромонаха, а затим послат у Москву да управља Антиохијским подворјем.
Јеромонах Александар је остао у чину ректора метохије три године и за то време успео је да развије веома плодну делатност,.
1902. године је уздигнут у чин игумана. Године 1903. Митрополит московски Владимир (Епифаније) га је узвео у чин архимандрита.
30. новембра 1903. године посвећен је за епископа тарско-аданског и уздигнут у чин митрополита.
21. јануара 1908. године премештен је у Трипољску митрополију.
Године 1913. пратио је антиохијског патријарха Григорија IV током његове посете Русији поводом 300. годишњице династије Романов.
У децембру 1928. је умиро патријарх Григорије IV. У избору његовог наследника седам епископа се изјаснило за митрополита Латакијског Арсенија, док је гласовима четири епископа и представника православних заједница изабран митрополит трипољски Александар, чије је устоличење обављено у Патријаршијском храму Дамаскина. Настала конфронтација изазвала је забринутост међу Цариградском, Александријском и Јерусалимском патријаршијом, чији су представници формирали троструку помиритељску комисију; Француска, под чијим је мандатом у то време била Сирија, такође је настојала да реши сукоб. После смрти митрополита Арсенија 1931. године, митрополита Александра сви су признавали за патријарха.
1943. поздравио је избор московског патријарха Сергија и дао прилог за војнике Црвене армије.
У фебруару 1945. године присуствовао је устоличењу московског патријарха Алексија I. Након тога је неколико пута долазио у СССР. Према објављеним документима Савета за послове Руске православне цркве, редовно је примао новчане бенефиције од СССР-а у износу од 20 хиљада америчких долара, годишње преношене као приход од подворја у Москви.
У јулу 1950. године добио је звање доктора теологије на Московској богословској академији.
Он је 31. маја 1958. благословио митрополита северноамеричког Антонија (Башира) да створи парохије западног обреда у својој архиепископији.
Под њим су подигнуте и обновљене многе цркве, укључујући Патријаршијски храм; осниване су добротворне установе, школе и патријаршијски манастири. Посебну пажњу посветио је школовању образованог свештенства: студенти су слати да студирају теологију на Богословској школи у Халки, Богословском факултету Атинског универзитета и Институту Светог Сергија у Паризу, а објављен је и велики број књига.
Преминуо 17. јуна 1958. у Дамаску.